# Боуи, Уильям
Уи́льям Бо́уи (англ. William Bowie; 6 мая 1872 — 28 августа 1940) — американский инженер-геодезист.
Член Национальной академии наук США (1927).

## Биография
Родился в имении Грасслэнд в Аннаполис-Джанкшн, округ Энн-Арунделл, Мэриленд. Окончил государственную школу, Сент-Джонский колледж в Аннаполисе, Тринити-колледж в Хартфорде, Коннектикут (где стал бакалавром наук в 1893 году, магистром искусств в 1907 и доктором наук в 1919) и университет Лехая (где стал кандидатом наук в 1895 и доктором в 1922). В 1936 году стал почётным доктором права Эдинбургского университета в Шотландии на заседании Международного союза геодезии и геофизики, президентом которого он был, а в 1937 году получил почётную степень доктора наук от Вашингтонского университета.
В 1895 году Боуи стал сотрудником Национальной геодезической службы США. Во время Первой мировой войны служил в Инженерном корпусе в звании майора. Неоднократно представлял США на различных международных конференциях и конгрессах по геодезии. Областью его научных интересов была теория изостазии и её приложение к динамической и структурной геологии. В возрасте 64 лет ушёл в отставку с государственной службы.

## Награды и память
В 1932 году был награждён премией Шарля Лагранжа от Королевской Академии наук и искусств Бельгии, в 1937 году получил  медаль Эллиота Крессона от Института Франклина. В его честь названы медаль Уильяма Боуи (в 1939 году награждён этой медалью) и подводные вулкан Боуи и каньон Боуи.